# Liste der Mitglieder des Bayerischen Landtages (Königreich, 11. Wahlperiode)
Diese Liste gibt einen Überblick über alle Mitglieder des Bayerischen Landtages in der 11. Wahlperiode des Königreichs Bayern (1863–1869). In die Wahlperiode fallen die Sitzungen des 21. Landtags vom 15. Juni 1863 bis zum 11. Juli 1865 und des 22. Landtages vom 22. Mai 1866 bis 29. April 1869.

## Kammer der Abgeordneten

### Präsidium
- 1. Präsident: Friedrich Adam Justus Graf von Hegnenberg-Dux (1810–1872) ab 30. März 1865 Joseph Ritter von Pözl
- 2. Präsident: Joseph Ritter von Pözl ab 30. März 1865 Gustav von Schlör (1820–1883) ab 28. August 1866 Maximilian Marquard Freiherr von Pfetten
- 1. Sekretär: Joseph Ritter von Hirschberger
- 2. Sekretär: Wenzeslaus Wiedenhofer

### Abgeordnete

#### A
- Andreas Absmayer
- Franz Adt
- Johann Baptist Angerer
- Fischel Arnheim (1812–1864)
- Max von Auer

#### B
- Karl Barth
- Marquard Adolph Barth (1809–1885)
- Johann Bayer
- Anton Beck (1816–1898)
- Johann Nikolaus Ludwig Beer
- Wilhelm von Behringer (1820–1902)
- Joseph Benzino (1819–1893)
- Michael Berlenz (1805–1879)
- Georg Bermühler (Behrmühler)
- Karl August Bischoff (Bischof)
- Karl Theodor Böcking
- Franz Joseph Dominicus Bohlig
- Eduard Peter Apollonius Ritter von Bomhard
- Joseph Boos
- Heinrich Brandenburg
- Karl Brater (1819–1869)
- Theobald Graf von Butler-Clonebough

#### C
- Rudolph Christmann
- Karl von Craemer

#### D
- Michael Dafinger
- Georg Dandl
- Mathias Matthäus Dellefant
- Johann Deuringer
- Joseph Dietmaier (Dietmair)
- Gottfried Dingler
- Ignaz Doppelhammer

#### E
- Gottfried Gotthard Eckart
- Karl Friedrich Wilhelm Edel
- Georg Engert
- Josef Ernst

#### F
- Friedrich Feustel (1824–1891)
- Ludwig Fr. Alex von Fischer
- Karl Föckerer (1814–1886)
- Franz Förg
- August Franz
- Max Freiherr von Freyberg-Eisenberg
- Georg Füger

#### G
- Leonhard Geigel
- Johann Peter Gelbert
- Bartholomäus Gläubler
- Karl Ludwig von Golsen
- Adolf von Grafenstein
- Ludwig Philipp Groß (1825–1894)
- Michael Grünwald
- Hermann Freiherr von Guttenberg

#### H
- Philipp Hack
- Leo Hänle (Haenle)
- Georg Häring (Härring)
- Rupert Hartmann
- Kilian Hauk (Hauck)
- Friedrich Adam Justus Graf von Hegnenberg-Dux (1810–1872)
- Leonhard Hensolt
- Joseph Ritter von Hirschberger
- Konrad Johann von Hofmann (Hoffmann)
- Gustav Hohenadl[1]

#### J
- Adam Janka
- Ludwig Andreas Jordan jun.
- Josef Edmund Jörg

#### K
- Georg Kaltenhauser
- Ignatz Kapfhammer (1803–1879)
- Friedrich Kirschner
- Jakob Kleber
- Georg Friedrich Kolb (1808–1884)
- Max Kraussold
- Franz Paul Krumbach (1822–1876)

#### L
- Johann Längenfelder
- Michael Latein
- Franz Lehmeyer (Lehmaier,  Lehmejer, Lehmeier)
- Franz Leimbach
- Gustav Freiherr von Lerchenfeld (1806–1866)
- Leonhard Leyrer
- Franz Libl
- Ludwig Louis (1814–1894)

#### M
- Friedrich Wilhelm Mandel
- Georg Mark
- Eduard Mayer (Meier)
- Joseph Mayr
- Georg Mayr (Mayer)
- Kaspar Meder (1798–1875)
- Michael Mederer
- Franz Joseph von Morett
- Sebastian Mühlthaler (1807–1865)
- Adam Müller (1814–1879)
- Kilian Müller
- Hermann von Münch (1819–1883)

#### N
- Carl von Nar
- Wilhelm Gottlieb Ritter von Neuffer
- Ludwig Ritter von Neumayer
- Anton Karl Nindl

#### O
- Karl Freiherr von Ow-Felldorf

#### P
- Carl von Paur (1804–1873)
- Andreas Pfaff
- Karl Pfäffinger
- Maximilian Marquard Freiherr von Pfetten
- Friedrich Daniel von Pixis
- Karl Pöhlmann
- Joseph Ritter von Pözl
- Jakob Prandtner (1819–1893)

#### R
- Franz Rebay (Rebey)
- Friedrich Wilhelm Rebenack (1791–1866)
- Oskar Freiherr von Redwitz-Schmölz
- Max Reger
- Johann Resch
- Theobald Michael Riel
- Franz Rother
- Anton Ruland (1809–1874)

#### S
- Gustav von Schlör (1820–1883)
- Anton Schmid (Schrobenhausen)
- Anton Schmid (Viechtach)
- Georg Michael Schmidt
- Franz Schmidmayer
- Johann Adam Schmidt
- Franz Schmitt
- Gottfried Ritter von Schmitt
- Johann Michael Schobert (Schoberth)
- Balthasar Schönfelder
- Franz Schreher
- Georg Schrepfer
- Carl von Schultes (1824–1896)
- Adam Schwab (Schwaab)
- Gabriel Sedlmayr (1811–1891)
- Carl Sing
- Ferdinand von Soyer (1810–1868)
- Georg Spätt
- Sebastian Spiegel
- Alois Stadler
- Leonhard Stadler
- Thomas Steinböck
- Kaspar Joseph Ritter von Steinsdorf
- Melchior Stenglein (1825–1903)
- Ignatz Streit
- Friedrich Strobel (1822–1875)

#### T
- Franz Tafel (1799–1869)
- Ludwig Thürmayer (1827–1877)
- Philipp Tillmann (1809–nach 1881)

#### U
- Philipp Umbscheiden (1816–1870)
- August Anton Urban

#### V
- Jakob Vierling
- Georg Heinrich Vogt (1809–1889)
- Franz Joseph Völk
- Thomas Völk

#### W
- Joseph Johann Wagner (1813–1890)
- Karl Theodor Wagner
- Mathias Waldbauer
- Ludwig von Weis (1813–1880)
- Karl Weiß
- Johann Wernz (1819–1895)
- Heinrich Widmann
- Wenzeslaus Wiedenhofer
- Josef Wild
- Heinrich von Wirschinger
- Anton Wodak
- Karl Heinrich Wolf
- Albert Wündisch (Windisch)

#### Z
- Jakob Zierer (1824–1890)

## Kammer der Reichsräte

### Präsidium
- 1. Präsident: Franz Ludwig Philipp Schenk von Stauffenberg (1801–1881)
- 2. Präsident: bis 24. September 1866 Karl Josef Freiherr von Kleinschrod ab 8. Januar 1867 Wilhelm Freiherr von Thüngen
- 1. Sekretär: Julius Adolph Freiherr von Niethammer (1798–1882)
- 2. Sekretär: Ludwig Heinrich Emil Graf von Lerchenfeld auf Köfering und Schönberg

| Inhaltsverzeichnis A B C D E F G H I K L M N O P Q R S T U V W X Y Z |

#### A
- Maximilian Joseph Graf von Arco-Valley
- Karl Maria Freiherr von Aretin auf Haidenburg
- Peter Carl Freiherr von Aretin auf Haidenburg

#### B
- Hieronymus Johann Paul Ritter von Bayer
- Adalbert Wilhelm Prinz von Bayern (1828–1875)
- Carl Theodor Maximilian Prinz von Bayern (1795–1875)
- Carl Theodor Herzog in Bayern (1839–1909)
- Leopold Maximilian Prinz von Bayern
- Ludwig III. Prinz später Prinzregent und König von Bayern
- Ludwig Wilhelm Herzog in Bayern
- Luitpold Emanuel Herzog in Bayern
- Luitpold Prinz später Prinzregent von Bayern (1821–1912)
- Maximilian Herzog in Bayern (1808–1888)
- Otto Camillus Hugo Gabriel Graf von Bray-Steinburg

#### C
- Friedrich Ludwig Graf zu Castell-Castell

#### D
- Michael Ritter von Deinlein
- Erasmus Bernhard Graf von Deroy
- Otto Graf von Deym zu Arnstorf,  Freiherr von Strzitiz
- Pankratius Ritter von Dinkel

#### E
- Eberhard Franz Graf zu Erbach-Erbach und von Wartenberg-Roth

#### F
- Lothar Johann Ritter von später Freiherr von Faber
- Georg Heinrich Arbogast Freiherr von und zu Franckenstein
- Carl August Freiherr von und zu Alt- und Neufrauenhofen
- Leopold Karl Fürst Fugger von Babenhausen
- Fidelis Ferdinand Graf von Fugger zu Glött
- Raimund Ignaz Graf von Fugger zu Kirchberg und Weißenhorn
- Philipp Karl Graf von Fugger zu Kirchheim und Hoheneck

#### G
- Maximilian Joseph Graf von Gravenreuth (1807–1874)
- Adolph Eberhard Freiherr von Gumppenberg-Pöttmes

#### H
- Adolph Gottlieb Christoph Ritter von Harleß
- Karl Friedrich Ritter von Heintz (1802–1868)
- Chlodwig Fürst zu Hohenlohe-Waldenburg-Schillingsfürst (1819–1901)
- Maximilian Karl Graf von Holnstein aus Bayern

#### K
- Karl Josef Freiherr von Kleinschrod

#### L
- Ernst Leopold Fürst zu Leiningen
- Ludwig Heinrich Emil Graf von Lerchenfeld auf Köfering und Schönberg
- Alfred Freiherr von Lotzbeck auf Weyhern
- Wilhelm Paul Fürst zu Löwenstein-Wertheim-Freudenberg
- Karl Heinrich Fürst zu Löwenstein-Wertheim-Rosenberg

#### M
- Joseph Anton Ritter von Maffei (1790–1870)
- Carl Leopold Graf von Maldeghem
- Georg Ludwig Ritter von Maurer (1790–1872)
- Maximilian Joseph Wilhelm Graf von Montgelas

#### N
- Julius Adolph Freiherr von Niethammer (1798–1882)

#### O
- Otto Karl Fürst von Oettingen-Oettingen und Oettingen-Spielberg
- Karl Friedrich Krafft Ernst Fürst von Oettingen-Oettingen und Oettingen-Wallerstein
- Franz Karl Rudolph Graf zu Ortenburg-Tambach

#### P
- Ludwig Ferdinand Graf zu Pappenheim
- Julius Johann Freiherr von Ponickau auf Osterberg
- Maximilian Joseph Franz Graf von Preysing-Lichtenegg-Moos

#### Q
- Otto Friedrich Graf von Quadt zu Wykradt und Isny (1817–1899)

#### R
- Albert Ulrich Graf von Rechberg und Rothenlöwen (1803–1885)
- Ludwig Friedrich Graf von Rechteren und Limpurg
- Heinrich Aloys Graf von Reigersberg
- Friedrich Ritter von Ringelmann

#### S
- Maximilian Josef Graf von und zu Sandizell
- Gregor Ritter von Scherr
- Clemens August Graf von Schönborn-Wiesentheid
- Erwein Hugo Graf von Schönborn-Wiesentheid
- August Karl Graf von Seinsheim
- Carl Graf von Seinsheim
- Franz Ludwig Graf Schenk von Stauffenberg

#### T
- Wilhelm Freiherr von Thüngen
- Karl Theodor Fürst von Thurn und Taxis
- Maximilian Karl Fürst von Thurn und Taxis (1802–1871)
- Maximilian Konrad Graf von Toerring auf Seefeld

#### W
- Hugo Philipp Graf von Waldbott-Bassenheim (1820–1895)
- Wilhelm Franz Fürst von Waldburg zu Zeil und Trauchburg
- Eberhard Franz Fürst von Waldburg zu Zeil und Wurzach
- Karl Maria Fürst von Waldburg-Zeil-Wurzach
- Karl Friedrich Fürst von Wrede
- Joseph Franz Freiherr von Würtzburg
- Karl Philipp Veit Freiherr von Würtzburg

#### Z
- Friedrich Carl Freiherr von Zu Rhein (1802–1870)